# Крунвалль, Эрик
Эрик Юхан Крунвалль (швед. Erik Johan Cronvall; 3 апреля 1904, Гельсингфорс, Великое княжество Финляндское — 5 сентября 1979, Хельсинки, Финляндия) — финский дирижёр, скрипач и музыкальный педагог.
Учился в Институте музыки Хельсинки (1914—1923) у Антона Ситта, затем в Париже у Жюля Бушри и Леона Наувинка, позднее стажировался как дирижёр в Париже, Берлине и Вене. В 1927 году поступил в новосозданный Симфонический оркестр Финского радио и играл в его составе до 1953 года, на протяжении многих лет занимая пульт концертмейстера. Одновременно в 1927 году основал струнный квартет Финского радио (в дальнейшем Квартет имени Сибелиуса). Выступал также в составе фортепианного трио с Эркки Линко и Юрьё Селином и в дуэте со своей второй женой (с 1938 г.) пианисткой Ээви Крунвалль.
Как дирижёр работал со своим родным Симфоническим оркестром Финского радио в 1944—1970 гг., на протяжении многих лет работал также со студенческим оркестром Университета Хельсинки, руководил несколькими любительскими составами.
В 1932—1972 гг. преподавал скрипку в Академии имени Сибелиуса, с 1968 г. профессор. Среди его учеников, в частности, Туомас Хаапанен.
В 1965 году был удостоен медали Pro Finlandia.
Сын Крунвалля Аарно Крунвалль (род. 1945) — известный в Финляндии музыкальный журналист и продюсер, в 2000—2004 гг. генеральный менеджер Международного оперного фестиваля в Савонлинна.